# Beverfoerder Hof

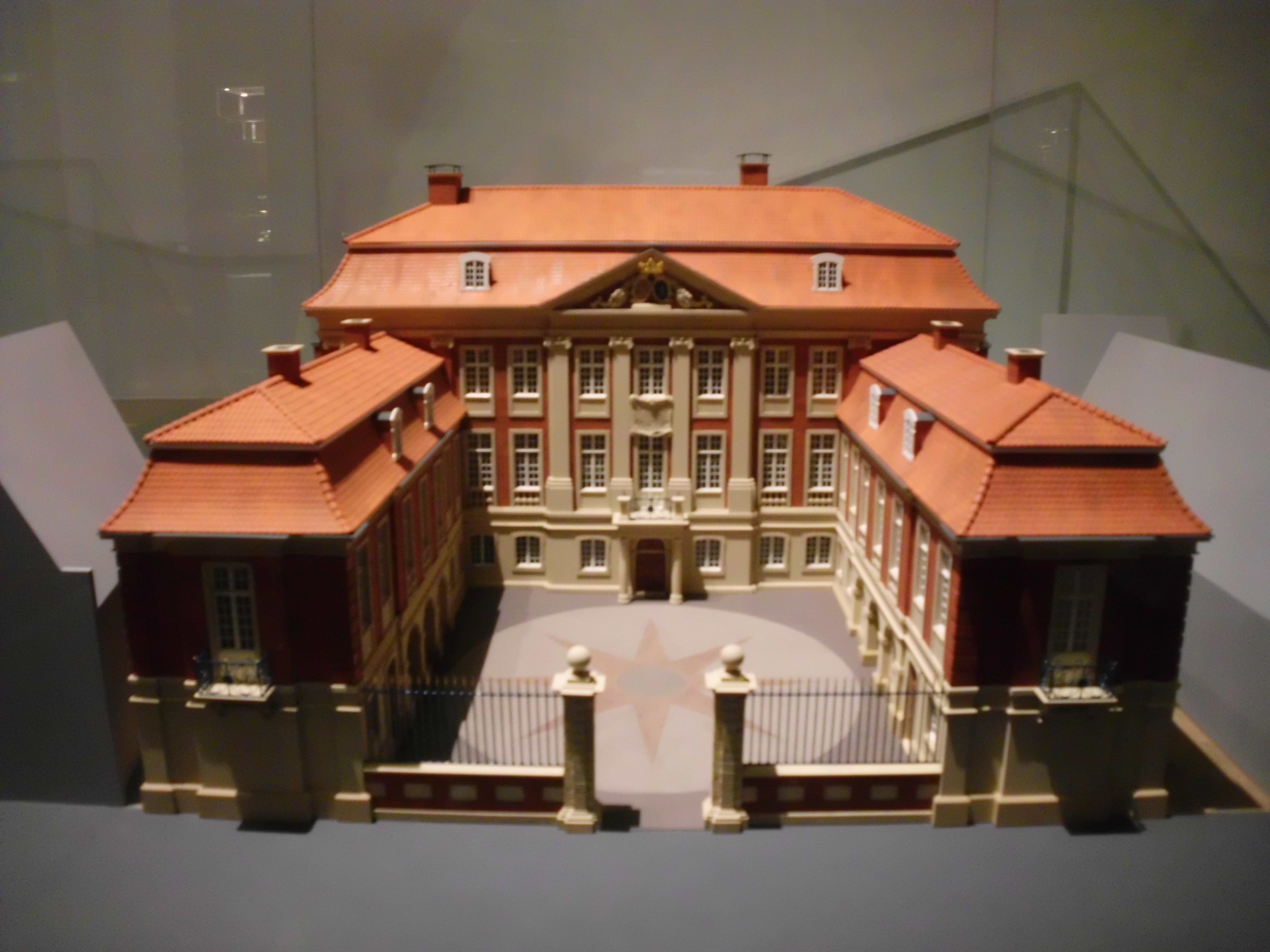
Beverfoerder Hof (Modell)

Der Beverfoerder Hof, bzw. Hof der Freiherrn von Elverfeld genannt von Beverförde-Werries, war ein Adelspalais in Münster und gilt als das Musterbeispiel für einen frühbarocken Adelsbau. Mehrere in der Folgezeit entstandene Höfe sind an seiner französisch bzw. holländisch inspirierten dreiflügeligen Bauweise orientiert. Heute ist in dem Restgebäude in der Königsstraße 46 eine Bank untergebracht.

## Geschichte

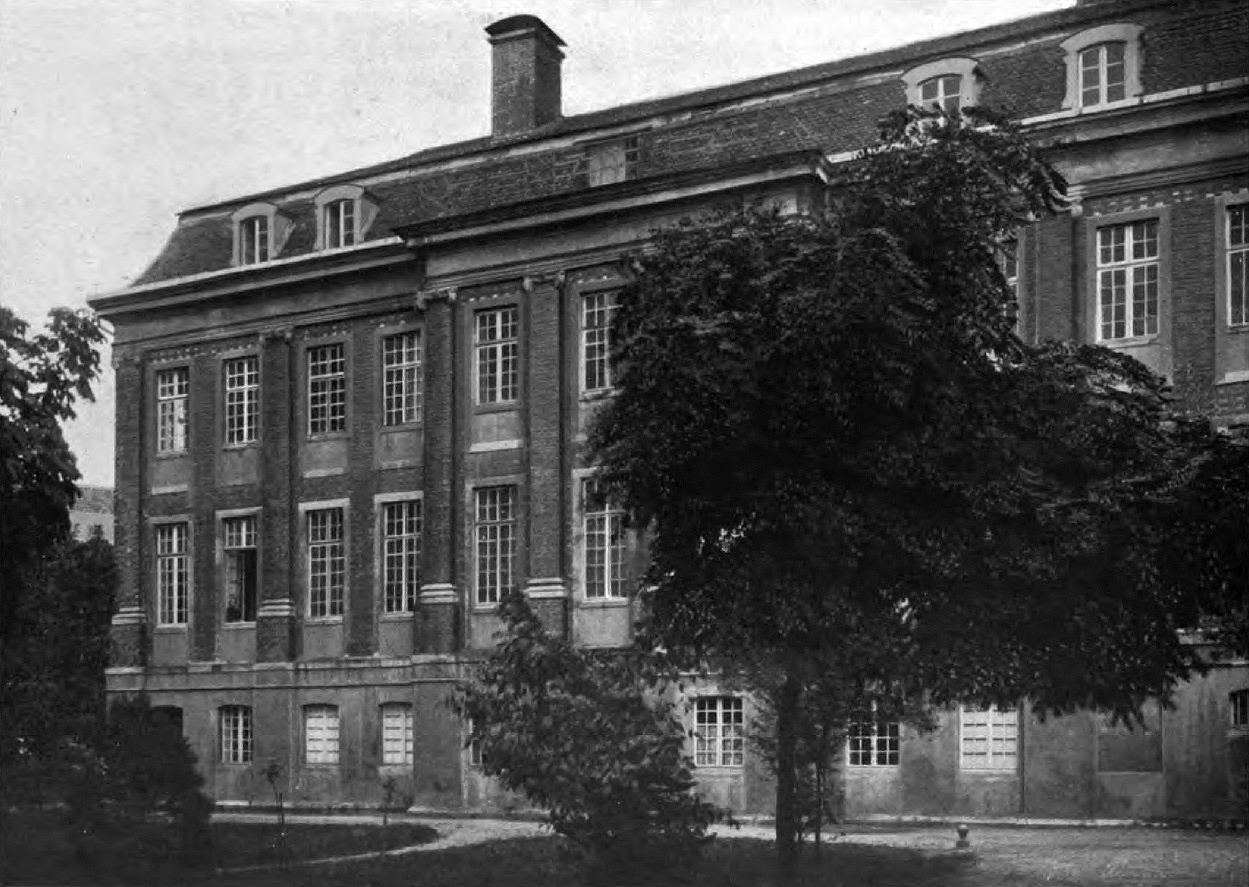
Beverfoerder Hof um 1912 (Gartenseite)

Ursprünglich stand an dieser Stelle der Davensberger Hof. Der Adelshof wurde von 1699 bis 1702 von Gottfried Laurenz Pictorius für Bernhard Engelbert Christian von Beverförde-Werries errichtet. Das Stadtpalais französischer Art hat einen hufeisenförmigen Grundriss, öffnet sich zur Straße und ist durch eine Mauer mit einem hohen Eisengitter abgesperrt. Der Mittelbau mit Backsteinmauerwerk erhebt sich in zwei Geschossen darüber. Ein flacher Mittelrisalit wird von vier ionischen Pilastern zusammengefasst und endet in einem flachen Dreiecksgiebel, der an der Stirnseite das mit der Freiherrenkrone gekrönte Wappen der Beverfoerde und Neuhoff trägt. Darunter der Wahlspruch der Beverfoerde, wie er auch auf dem Stammhaus Schloss Loburg zu sehen ist, lt. Ellipse: Deus Adiutor et Protector meus, d. h. Gott, mein Helfer und Schützer. Gesamtanlage, Bau- und Schmuckformen sind, französischen Regeln folgend, axialsymmetrisch ausgerichtet. Am 10. Oktober 1943 wurde das Gebäude bei einem Luftangriff schwer beschädigt und nach dem Krieg nur teilweise wiedererrichtet.